# Robert Barcia
Robert Barcia, plus connu sous le pseudonyme « Hardy », né le 22 juillet 1928 à Paris (14e) et mort le 12 juillet 2009 à Créteil, est un militant trotskiste français, cofondateur de Lutte ouvrière.

## Biographie
Robert Félix Barcia est issu d'un milieu ouvrier sympathisant communiste. Il commence à militer en 1943 à l'âge de 15 ans, dans un groupe clandestin de la jeunesse communiste (distribution de la presse clandestine, lâchers de tracts dans des cinémas de la place Clichy, etc.). En septembre 1943, il est arrêté en possession de tracts et de journaux et incarcéré à la prison de la Santé. Libéré en février 1944 en compagnie d'une quinzaine de jeunes de moins de 18 ans, il reprend contact avec les groupes résistants, rencontre Mathieu Bucholz, dit Pamp, militant trotskiste de la petite organisation Union communiste, dirigée par David Korner, dit Barta. Mathieu Bucholz lui raconte le combat de Trotski contre la bureaucratie soviétique, mais c'est son assassinat par des militants du Parti communiste français à la Libération, qui gagne définitivement Robert Barcia aux idées trotskistes, selon lui « seule façon de ne pas renoncer au marxisme, au communisme, à la conviction qu'il fallait remplacer la société capitaliste par une société plus communautaire ».
Après la guerre, ce petit groupe gravite essentiellement autour de l'usine Renault de Boulogne-Billancourt, où travaille Pierre Bois. En 1947, Pierre Bois participe à la grève à l'usine de Renault-Billancourt et en organise le comité. Ce mouvement amorce les grèves de 1947 auxquelles participent trois millions de salariés. Robert Barcia, tuberculeux, ne joue aucun rôle. En 1948, il démissionne par « lassitude ». Il a 20 ans, est fatigué et sans ressources et doit se débrouiller.
En 1949, l’Union communiste connaît une crise et cesse de fait d'exister, David Korner cessant alors toute activité politique. C’est un nouveau déclic pour Robert Barcia et Pierre Bois : ils reconstituent un petit groupe. À cette époque, il publie sous son nom, et en mentionnant son adresse exacte, un petit bulletin. Cela lui vaut la visite de Pierre Frank, dirigeant trotskiste, qui tente de le rallier avec ses camarades. Le petit groupe finalement parvient à s’étoffer et donnera naissance, début 1956, à Voix ouvrière. Le parti impose comme règle l'usage de pseudonymes pour ses membres. Pour Barcia, qui ne fut grillé qu'en 1998, il s'agira d'« Hardy », par antiphrase et en référence au comique Oliver Hardy.
En 1968, Voix ouvrière est interdite après la révolte étudiante et devient Lutte ouvrière, Pierre Bois et Robert Barcia en sont avec d’autres, notamment avec le renfort d'Arlette Laguiller, les dirigeants réélus chaque année.

## Activités professionnelles
En 1949, à l'âge de 21 ans, il devient visiteur médical. L’année suivante, cette activité n'étant pas compatible avec sa vie militante, il quitte rapidement cet emploi. Fin octobre 1950, il est hospitalisé pour une rechute de tuberculose, et va de sanatorium en postcure jusqu'en 1954. À partir de 1953, il redevient visiteur médical pour le laboratoire Ucépha. À l'époque, ce travail était « moins payé que celui d'un ouvrier qualifié ». En 1966, il pense démissionner de son poste, après qu'un congé sollicité lui eut été refusé. Le hasard lui vaut d’être licencié juste au moment de déposer sa lettre de démission. Échangeant opportunément ce courrier contre un chèque d’indemnité de licenciement, il s'installe grâce à ce « pactole » comme travailleur indépendant. Dès lors cette activité lui permet de consacrer davantage de temps à la construction du groupe Voix ouvrière.
Il crée une école de formation médicale par correspondance pour préparer à la profession de visiteur médical, à laquelle il donne le nom d'OPPM, dans une ancienne boutique de 20 m2 d'un quartier populaire d'Aubervilliers, mais doit continuer à travailler par ailleurs pour ne pas faire faillite. Il affirme que durant toute cette période, ses revenus sont bien inférieurs à ceux d'un ouvrier. Il conçoit un matériel de formation des visiteurs médicaux, qui se fait connaître des responsables de la formation des visiteurs des laboratoires pharmaceutiques.
En 1971 la société OPPM s'est développée et commence à devenir viable économiquement. Robert Barcia explique que, pour ne pas posséder personnellement les futurs bénéfices de la société, ce qui serait contraire à son « éthique militante », les cinq salariés de l'entreprise s'associent pour former une SARL, dont chacun possède un cinquième des parts. En 1980 afin de bénéficier de revenus réguliers, il devient salarié d'une petite société d'étude, l'EPMED, dont il accepte en 1990 de reprendre 20 % des parts. Il prend sa retraite en 1993, sans que ni l'OPPM ni l'EPMED, qui n'ont que quelques salariés, n'aient jamais empoché de bénéfices. Jusqu'en 1998 il reste administrateur bénévole, puis revend ses parts.
Selon le livre du journaliste François Koch, Barcia « serait actionnaire et dirigeant de plusieurs sociétés de services aux industriels du médicament depuis trente ans. Il aurait fondé à Paris, en 1968 et en 1971, l'EPMED (Études et publicité médico-pharmaceutiques) et l'OPPM (Organisation promotion prospection marketing), deux sociétés spécialisées dans la prestation de services et la formation de visiteurs médicaux, qui démarchent les médecins pour le compte d'un industriel. Barcia serait aussi l'un des cofondateurs de l'Association des directeurs de réseaux de visite médicale (ADREV), en 1973. En 1989, alors que la profession doit se doter d'un diplôme obligatoire, c'est à lui que les patrons de laboratoire auraient acheté un programme de formation médicale, par l'intermédiaire du Syndicat national de l'industrie pharmaceutique (SNIP) ». 
« Pendant toute cette période, Hardy, le pseudonyme de Robert Barcia » serait devenu « un interlocuteur du Syndicat national de l'industrie pharmaceutique, puissant lobby patronal, au point de se retrouver, après 1984, conseiller rétribué du syndicat. »
Selon ce détracteur, cette double vie ferait de Barcia un « collaborateur du patronat le jour et un trotskiste intransigeant le soir ». Les actionnaires et administrateurs de ces sociétés seraient également « des dirigeants de LO, comme François Duburg dont on découvre le vrai nom au registre du commerce, Maurice Schroedt ».
Le 22 novembre 2001, un jugement en appel de la 1re chambre, section B, de la cour d'appel de Paris condamne François Koch pour diffamation envers Robert Barcia en raison de ces affirmations, confirmant le jugement précédent rendu le 5 mai 2000 par la 1re chambre du tribunal de grande instance de Paris. Ce jugement fait suite à une première condamnation en diffamation de ce journaliste envers les responsables de l'EPMED et de l'OPPM pour un article paru dans L'Express.
Le 5 mai 2000, le Nouvel Observateur est condamné pour diffamation envers Robert Barcia.
Le 6 octobre 2005, Gabriel Cohn-Bendit et Libération sont condamnés pour diffamation publique envers Lutte ouvrière par la cour d'appel de Paris à verser 3 000 euros à titres de dommages-intérêts et frais de procédure pour avoir « laissé entendre que le parti Lutte ouvrière bénéficie d'un financement illégal », ce qui amenait le lecteur de l’article « à soupçonner une connivence entre le parti politique et [des] sociétés, la rémunération d’emplois fictifs et un recel d’abus de bien sociaux », ce que la cour estime être une « imputation diffamatoire ». La cour d'appel a refusé d'accorder l'excuse de la bonne foi aux inculpés comme ceux-ci l'avaient plaidé.
Un arrêt de la cour d'appel de Paris du 24 mars 2005 condamne Canal+ et le journaliste Victor Robert pour avoir repris ces affirmations dans le cadre de l'émission Le vrai journal de Karl Zéro.

## Mort
Il meurt en juillet 2009 à Créteil mais son décès n'est annoncé que plus d'un an plus tard par Lutte ouvrière. Il s'agit, selon Arlette Laguiller, de sa volonté, n'aimant pas la médiatisation et les accusations le désignant comme le « gourou » de la secte Lutte ouvrière.

## Publication
- Robert Barcia, La Véritable Histoire de Lutte ouvrière. Entretiens avec Christophe Bourseiller, Denoël, coll. « Denoël impacts », 2003, 326 p. (ISBN 2207254224)